# Français de Lorraine
Pour les articles homonymes, voir Lorraine (homonymie) et Français (homonymie).
Le français de Lorraine est une forme de français régional influencée par le lorrain roman et le francique lorrain.

## La diction lorraine
- L'accent issu du lorrain roman : Étant donné qu'il existe plusieurs variantes de ce dialecte, l'accent diffère selon les zones géographiques. Par exemple, un Vosgien prononce certains /o/ du français standard comme sa variante ouverte [ɔ].
- L'accent issu du francique lorrain : Celui-ci provient des dialectes germaniques de Moselle, à noter qu'un accent dialectal est différent d'un accent issu de l'allemand standard.

## Influences
Il est à noter premièrement que le francique lorrain (communément appelé le « Platt ») a dans son vocabulaire plusieurs mots d'origine française germanisés, mots concernant en particulier l'habillement et la maison. Entre autres, l'expression hybride gudden bonjour est présente dans le Pays de Nied.
Depuis que les échanges (dont les mariages) entre les deux cultures, romane et germanophone, sont devenus plus fréquents, provoquant donc des migrations dans tous les sens, plusieurs mots et expressions ont passé la frontière linguistique. Ce phénomène a également donné naissance à un nouvel accent (en Moselle) qui est un mélange des deux.
On retrouve par exemple plusieurs mots germaniques dans le parler du Pays messin, qui sont plus ou moins francisés à l'écrit: chmaquer/chméquer (de schmacken : sentir), chlof (du verbe schloofen : dormir), chnesse/chnisse (de schnéss : gueule), etc. Ou encore l'expression romane clancher (fermer une porte) à Thionville ou Metz. Et on retrouve jusqu'en Meurthe-et-Moselle l'expression hybride ça geht's mol ? (littéralement : ça va une fois ?, « fois » ayant ici le sens de « bien »).
Plus récemment, l'annexion d'une partie de la Lorraine à l'Allemagne en 1871-1918 et 1940-44 pourrait également avoir laissé quelques mots et expressions en Moselle francophone.
Certains Mosellans nés avant la guerre de 1914-18 et vivant le long de la frontière linguistique avaient un parler surnommé le Mitschmatsch, qui était un mélange de francique lorrain, de lorrain roman, et de français.
En lorraine germanophone, l'influence du francique lorrain sur les constructions grammaticales et lexicales dans les phrases peut être plus ou moins forte selon les personnes, exemples : Je suis couru (ich bin gelaaf), J'ai attendu sur lui (ich han uf ihne gewaat), On reçoit regarder un film (ma kreen e Film gewiest), Il ressemble comme un singe (er sieht us wie e Aff), Le gaz court sous la maison (die Gasleitung laaft unnerm Hus).

## Emprunts au francique lorrain
- Quiche, du francique lorrain Kuche.
- Viens avec (sans le « moi »), est calqué sur l'expression komm mét[1], variante : komm mat (en luxembourgeois).
- Ça tire (il y a un courant d'air), vient de l'expression et zéiht, variante : es ziiht[1].
- Faire bleu (sécher l'école), provient de l'expression bloo machen[1].
- Entre midi (entre midi et quatorze heures), est un calque de l'expression zwéschen métdach[1].
- Couatcher (papoter), provient de quatschen[1].
- Chtuque (morceau), vient de stéck / stück[1].
- Chpritser / schpritzer (gicler), provient de spritzen[1].
- Chnèque / schnèque (escargot, pain aux raisin) de schneck[1].
- Fratz (figure, visage)[1].
- Boulimatche / boulibatche (la boue), vient de bulimatsch[1].
- L'interjection oh yé / oyé ! (oh là !), provient de O je qui est une abréviation de O Jesses signifiant « Oh Jésus »[1] !
- Sta(a)rf (fort, musclé).

## Emprunts au lorrain roman
- Cornet (sachet, sac).
- Une paire de (plusieurs).
- Brimbelle (mot vosgien pour myrtille), quoiche (variante de questche).
- Beugner (abîmer, blesser quelqu’un).
- Trisser (mot vosgien pour gicler, éclabousser).
- Gros (dans le sens de « mec », « l'ami »). Exemple : « à plus tard, gros ».
- Nareux / néreux (personne dégoûtée du manque d'hygiène).
- Souffler la lumière[4] (éteindre la lumière, expression présente en Meurthe-et-Moselle).
- Comment que c'est / comment qu'c'est ? (comment ça va ?).